# Eurotium microsporum
Eurotium microsporum är en svampart som beskrevs av Massee & E.S. Salmon 1901. Eurotium microsporum ingår i släktet Eurotium och familjen Trichocomaceae.   Inga underarter finns listade i Catalogue of Life.